# Изолационен трансформатор
Изолационният трансформатор е устройство, което преобразува променливото напрежение, до напрежение което е равно по големина или по ниско за апаратура, която е необходимо да работи галванично разделена от електрическата мрежа. Обикновено първичната намотка на такъв трансформатор е добре изолирана от вторичната, като енергията се предава само през индукционната верига.Това е една от най-важните характеристики на трансформаторите за битова употреба наричани често адаптери.

## Принцип на действие
Изолационният трансформатор както и всички други видове работи на принципа на електромагнитната индукция.
Известен факт е, че електрическите мрежи за ниско напрежение (220 – 380 V) винаги имат нулев (защитен проводник и фазови проводници. За да се поддържа нулевият потенциал на защитния проводник е необходимо заземяване в мрежовия трансформатор(трафопост)От това следва, че съществува напрежение в фазовите проводници спрямо земята, което е опасно при определени ситуации и позволява протичане на опасен за човека ток. За да се избегнат инциденти от токов удар се използва именно изолационен трансформатор.
Изолационният трансформатор се използва там, където е нужно галванично разделяне на веригата, която е заземена или е преносна мрежа, от веригата към която се свързва защитената апаратура. По този начин трансформаторът предпазва и апаратурата и персонала от токов удар и пренапрежения от мрежата или други смущения. Намотките могат да бъдат навити една върху друга или да са подредени една до друга. Тези трансформатори могат да ограничават токa, който протича през консуматорa, което също спомага за защитата. Позволява безопасни и точни измервания на електрически величини.. В трансформатора се използват двойни и подсилени изолации.
При изолационния трансформатор, напрежението на всеки от изводите на вторичната намотка спрямо земята, трябва винаги да клони към нула. Ако това условие липсва, трансформаторът вероятно е с повредена изолация. Друга причина, която може да симулира повреда е повредена изолация на заземен консуматор във вторичната верига.
Не винаги е възможна употребата на изолационен трансформатор в случаите когато мощността, която трябва да отдаде на консуматорите е много голяма или те са много на брой.

## Приложение
Изолационният трансформатор се използва при работа в условия на висока влажност, запрашеност, и при всички останали случаи, при които съществува голям риск от попадане на хора под напрежение спрямо земята или метално съоръжение.